# Villa Livia

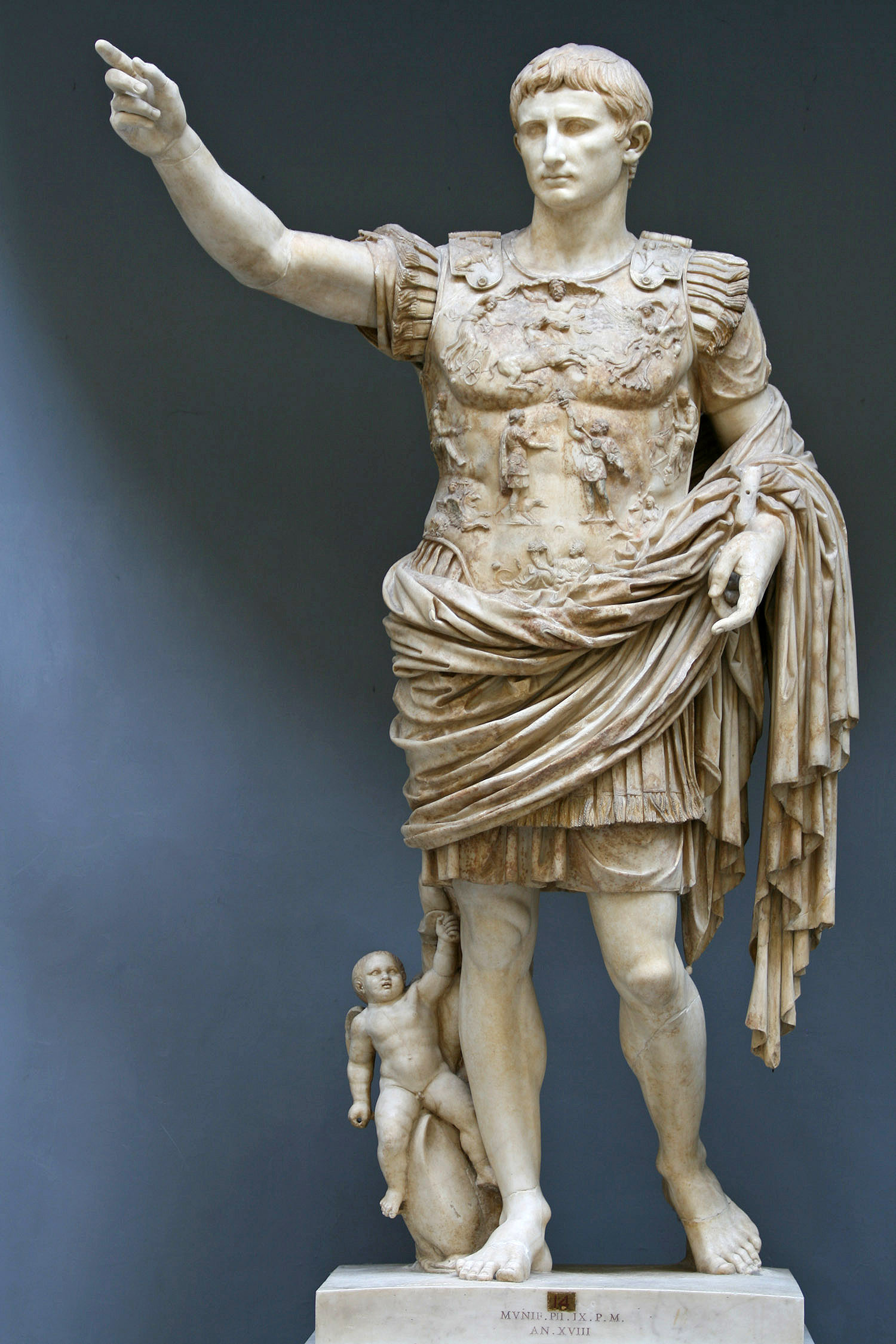
La statue de l'empereur Auguste, retrouvée dans la villa.

La villa Livia (que les Latins appelaient Ad Gallinas Albas) est une villa du nord de Rome dans la zone de la Prima Porta. Longtemps possession de la famille des Claudii, elle faisait sans doute partie de la dot de Livia Drusilla apportée aux Julii, soit la dynastie des Julio-Claudiens pour Auguste dont elle était la troisième épouse. Fameuse à Rome pendant l'Antiquité pour la viande de ses poulets blancs (d'où son nom latin), cette villa est évoquée par Pline l'Ancien dans son Histoire naturelle mais aussi par Suétone et Dion Cassius.

## Description
Le site de la villa est connu depuis 1596 mais on l’attribue à Livia Drusilla depuis le XIXe siècle. En 1863/4, un cratère de marbre sculpté en bas-relief a été découvert sur le site et en 1867 on retrouve la fameuse statue d’Auguste de Prima Porta, aujourd’hui dans les Musées du Vatican. Cette statue d’Auguste est une copie en marbre d’une statue en bronze célébrant le retour en 20 av. J.-C. des enseignes romaines que les Parthes avaient capturées en 53 av. J.-C. à la défaite de Crassus à la bataille de Carrhes : en effet, ces enseignes romaines aquiliformes sont représentées dans les bas-reliefs de la cuirasse de la statue.

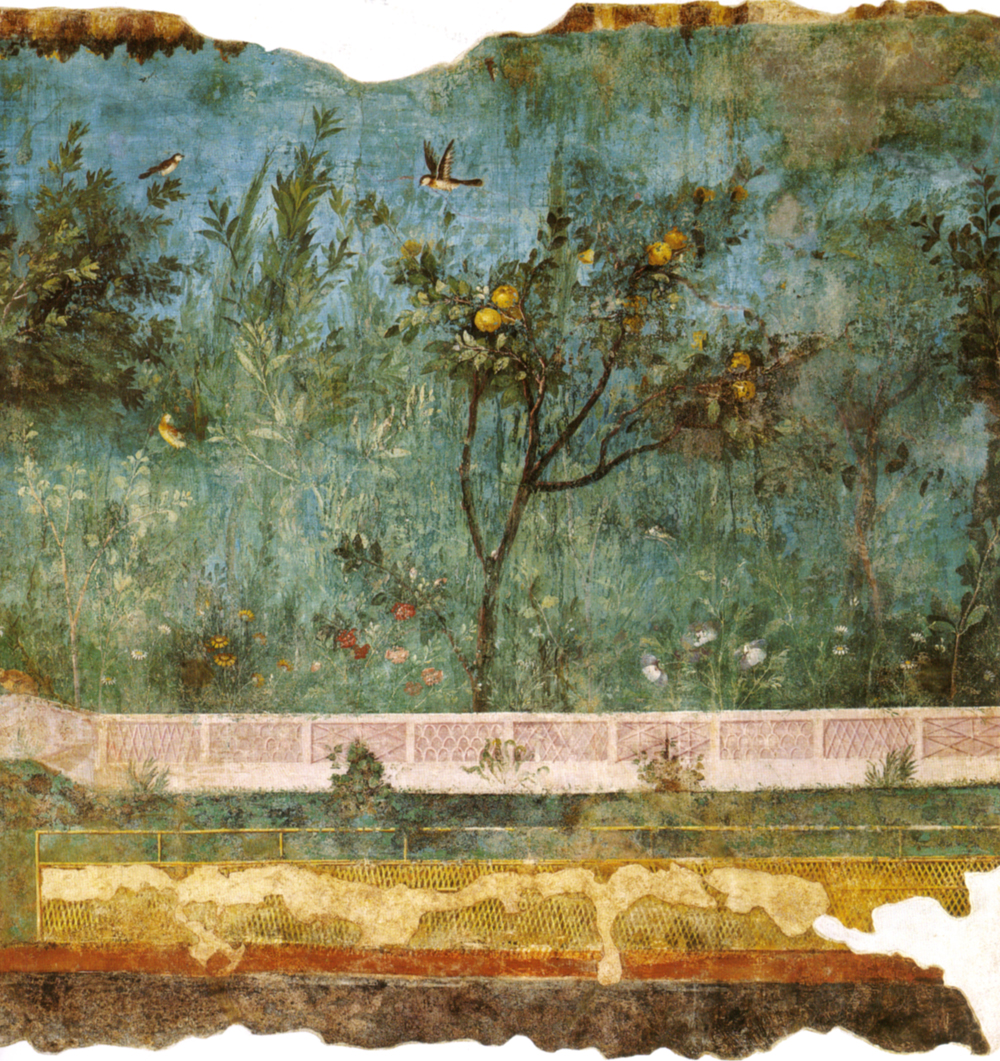
Fresques du nymphée souterrain de la villa Livia à Prima Porta.

Un autre décor remarquable fut découvert dans la villa, la fresque du nymphée souterrain de la villa Livia.
La villa a été construite et modifiée en quatre étapes, la plus ancienne étape remonte à la période républicaine et la dernière de l'époque de Constantin le Grand. Au XIXe siècle, la villa appartenait au couvent de Santa Maria in Via Lata. Elle peut ne jamais être passée dans des mains privées.
Abandonnée depuis au moins le IIIe siècle, la villa fut entièrement pillée durant le haut Moyen Âge. Seuls les éléments lourds, comme la statue d'Auguste, ou le cratère, sans grande valeur marchande, furent laissés sur place. Le site est certainement oublié depuis au moins 410, date du sac de Rome par les Wisigoths.  
Une nouvelle série de fouilles modernes plus minutieuses a été initiée en 1970. Depuis 1995, l'exploration de la Villa de Livia a été entreprise par la Surintendance archéologique de Rome, dirigée par le professeur Gaetano Messineo, en tandem avec l'Institut suédois de Rome.